# Opération Jurist
Théâtre d'Asie du Sud-Est de la Guerre du Pacifique
Batailles
Batailles et opérations de la guerre du Pacifique

Japon :
- Raid de Doolittle
- Bombardements stratégiques sur le Japon (Tokyo
- Yokosuka
- Kure
- Hiroshima et Nagasaki)
- Raids aériens japonais des îles Mariannes
- Campagne des archipels Ogasawara et Ryūkyū
- Opération Famine
- Bombardements navals alliés sur le Japon
- Baie de Sagami
- Invasion de Sakhaline
- Invasion des îles Kouriles
- Opération Downfall
- Reddition du Japon

Pacifique central :
- Pearl Harbor
- Guam (1941)
- Wake
- Raid sur les îles Gilbert et Marshall
- Opération K
- Midway
- Opération RY
- Campagne des îles Gilbert et Marshall
- Campagne des îles Mariannes et Palaos
- Campagne des archipels Ogasawara et Ryūkyū
- Opération Inmate

Pacifique du sud-ouest :
- Nauru
- Invasion des Philippines (1941-42)
- Invasion des Indes orientales néerlandaises
- Opérations de l'Axe dans les eaux australiennes
- Raids aériens japonais sur l'Australie (1942-43)
- Opération Ke
- Campagne des îles Salomon
- Campagne de Nouvelle-Guinée
- Campagne des Philippines
- Campagne de Bornéo (1945)

Asie du sud-est :
- Invasion de l'Indochine (1940)
- Océan Indien (1940-45)
- Guerre franco-thaïlandaise
- Invasion de la Thaïlande
- Campagne de Malaisie
- Hong Kong
- Singapour
- Campagne de Birmanie
- Opération Kita
- Indochine (1945)
- Détroit de Malacca
- Opération Jurist
- Opération Tiderace
- Opération Zipper
- Bombardements stratégiques (1944-45)

Guerre sino-japonaise
Front d'Europe de l’Ouest
Front d'Europe de l’Est
Bataille de l'Atlantique
Campagnes d'Afrique, du Moyen-Orient et de Méditerranée
Théâtre américain
L' Opération Jurist a fait référence à la reprise britannique de Penang après la reddition du Japon en 1945. Cette opération a été lancée dans le cadre de l'Opération Zipper, le plan britannique global pour libérer la Malaisie, y compris Singapour.
Tandis qu'une flotte alliée très importante naviguait vers Singapour à travers le détroit de Malacca dans le cadre de l'Opération Tiderace, un détachement de navires de guerre de la Royal Navy, dirigé par le vice-amiral Harold Walker, se dirigea vers l'île de Penang, arrivant au large de l'île le 28 août 1945. La garnison japonaise à Penang se rendit le 2 septembre et un groupe de commandos de la Royal Marines débarqua sur l'île de Penang le jour suivant, ramenant ainsi Penang à la domination britannique.
Par conséquent, Penang est devenu le premier État de Malaisie à être libéré par les Britanniques; Singapour ne sera officiellement remis aux Britanniques que le 12 septembre, tandis que le reste de la Malaisie sera libéré par la suite dans les semaines suivantes.

## Ordre de bataille

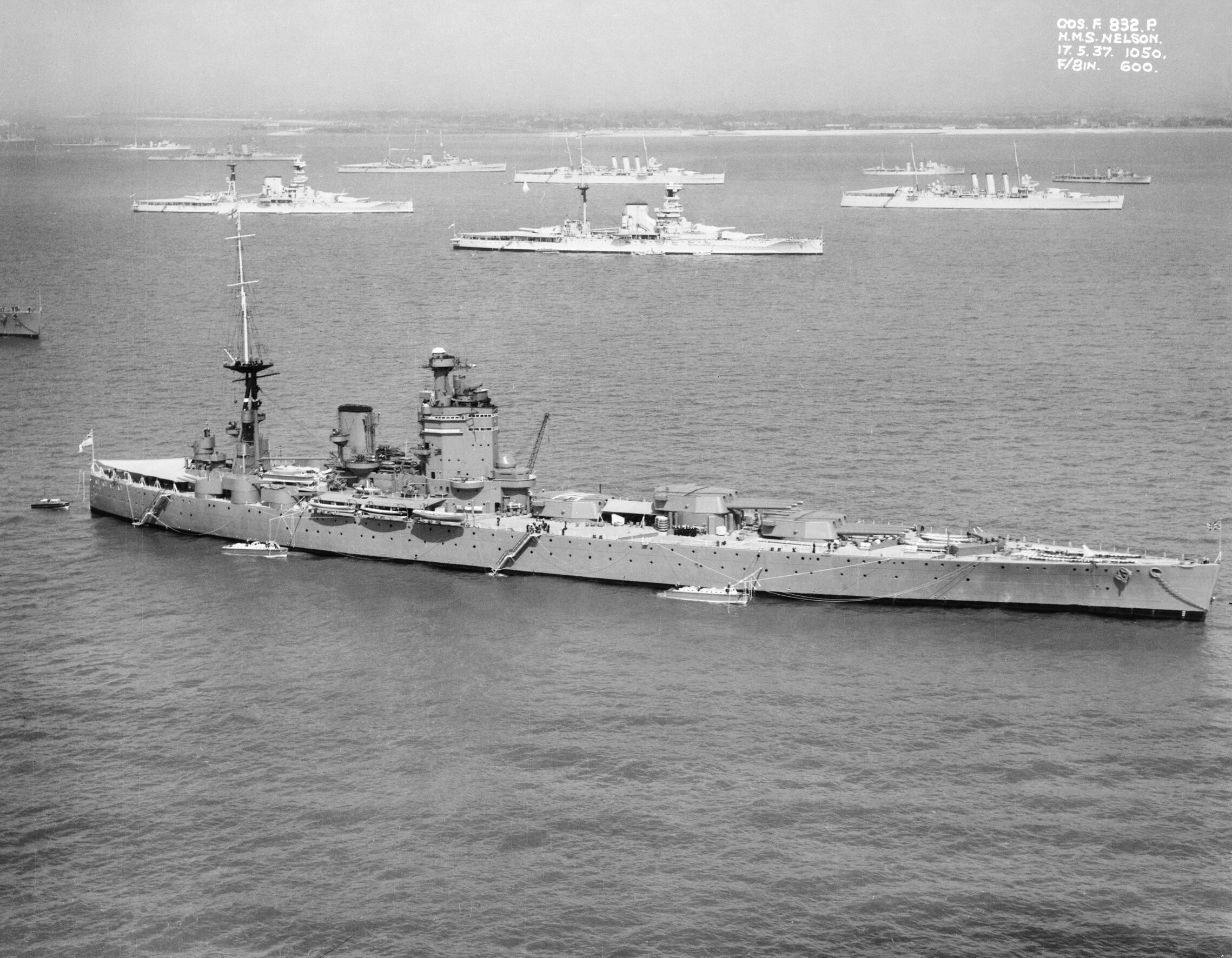
HMS Nelson

La Force opérationnelle 11 de la Royal Navy affectée à l'Opération Jurist se composait des navires suivants :
- Cuirassé : HMS Nelson, navire amiral de la Force 11,
- Porte-avions d'escorte : HMS Attacker, HMS Hunter,
- Croiseur léger : HMS Ceylon,
- Destroyers :	HMS Paladin, HMS Petard, HMS Volage,
- Autres : 3 Landing Ship Infantry

## Force japonaise
La force aérienne en Malaisie et à Sumatra était estimée à un peu plus de 170 avions. La septième armée de zone japonaise, qui était chargée de la défense de la Malaisie (y compris Singapour) et de Bornéo, comprenait environ 26 000 soldats stationnés en Malaisie. Les installations portuaires de George Town, qui avaient été utilisées par les flottes sous-marines de l'Axe, avaient été fortement endommagées par les bombardements aériens alliés répétés. Le détroit de Penang avait également été miné pour empêcher toute expédition marchande japonaise passant par Penang. 

## Libération de Penang
La Force 11 de la Royal Navy, transportant les commandos de la Royal Marines, a quitté Rangoun, en Birmanie, le 27 août 1945. Arrivant au large de l'île de Penang le 28 août, un petit bateau de pêche avec des officiers japonais à bord est venu à leur rencontre. 

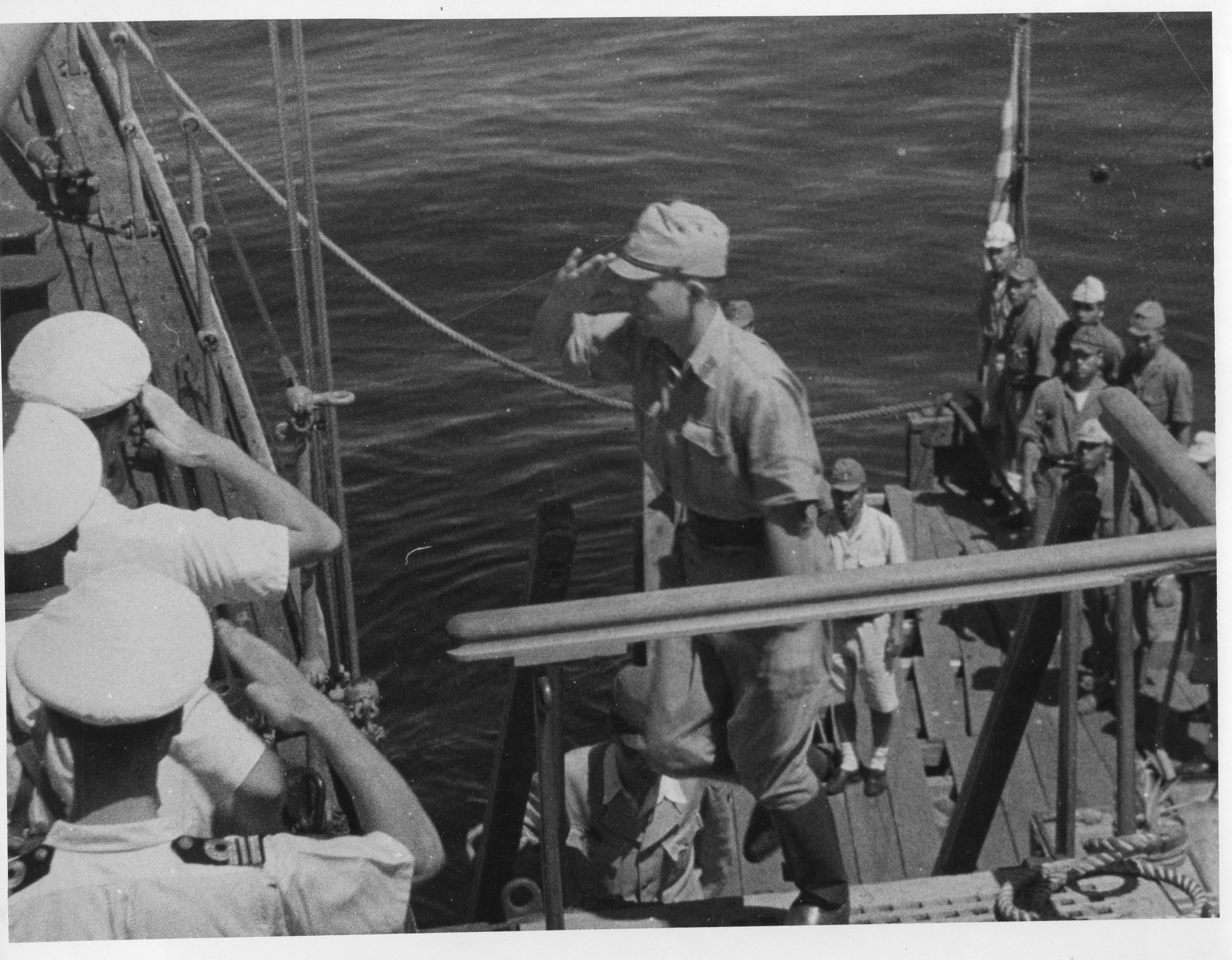
La délégation japonaise de reddition à bord du HMS Nelson le 2 septembre 1945.

Au départ, les officiers japonais de Penang ont tergiversé. La reddition du Japon avait pris le haut commandement japonais à Singapour par surprise, avec beaucoup d'entre eux ne voulant pas se rendre et promettant de se battre jusqu'à la mort. Cependant, le maréchal Hisaichi Terauchi, commandant de toutes les forces japonaises en Asie du Sud-Est, a ensuite ordonné aux soldats et militaires japonais de la région de déposer les armes. Les choses sont arrivées à un point critique lorsque le vice-amiral Walker, impatient, a lancé un ultimatum aux officiers japonais stationnés à Penang pour qu'ils signent les documents de reddition sur son vaisseau amiral le matin du 3 septembre. 

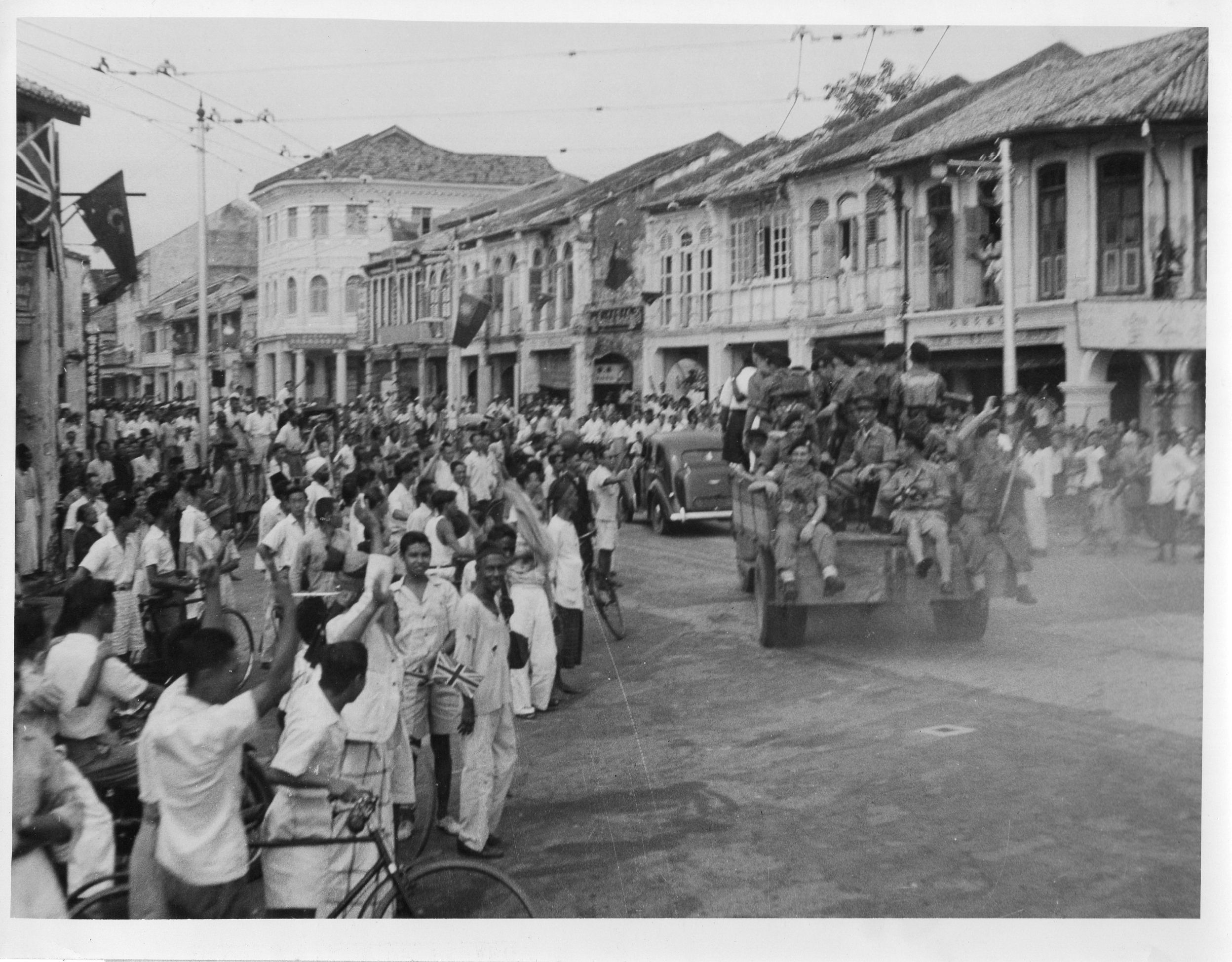
Parade du Royal Marines dans Penang

Finalement, le contre-amiral de la marine impériale japonaise Jisaku Uozomi, accompagné de ses officiers et du gouverneur japonais de Penang de l'époque, le lieutenant-général Shinohara Seiichiro, est monté à bord du HMS Nelson le soir du 2 septembre. À l'intérieur du cuirassé, le vice-amiral Harold Walker, le contre-amiral Uozomi et le lieutenant général Seiichiro ont signé la reddition de la garnison japonaise stationnée à Penang. Peu de temps après, le contre-amiral Uozomi se serait évanoui et aurait été transporté d'urgence à l'hôpital.

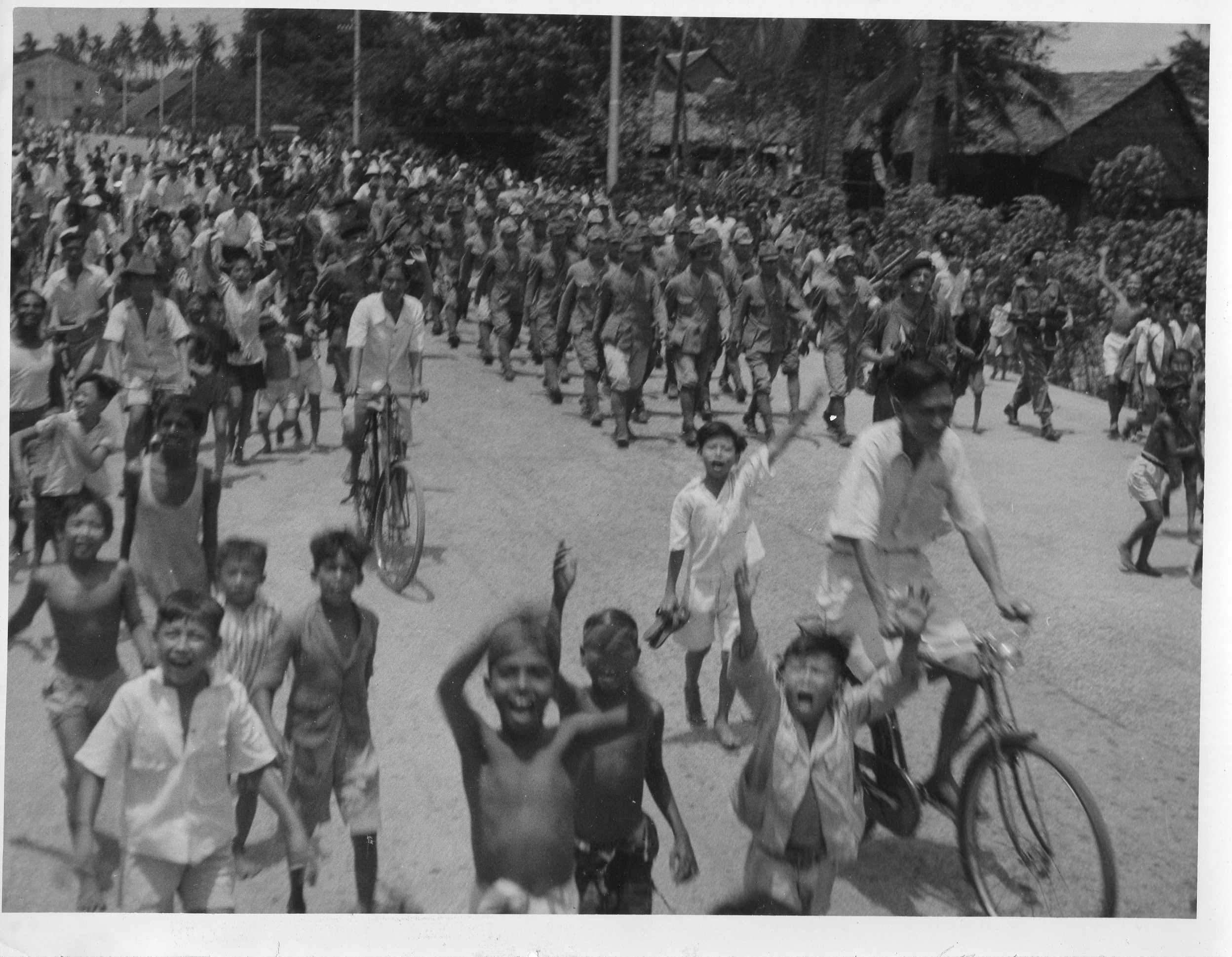
Prisonniers japonais dans Penang

Dans la matinée du 3 septembre, un groupe de commandos de la Royal Marines débarque à Weld Quay dans George Town. Après avoir levé l'Union Jack, les Royal Marines, dirigés par un groupe local, ont marché vers l'hôtel Eastern & Oriental Hotel (en), où des représentants des communautés asiatiques de Penang attendaient pour rendre officiellement l'administration de la ville aux Britanniques.
Le détachement des Royal Marines se répandit alors à travers George Town, ne rencontrant aucune résistance. Les équipes de débarquement ultérieures ont ensuite repris les importantes installations militaires de l'île de Penang, notamment l'aéroport de Bayan Lepas et une base d'hydravions à Gelugor. Les commandos britanniques ont également confisqué des véhicules militaires japonais et ont fait défiler les prisonniers de guerre japonais dans les rues de George Town ; les soldats japonais capturés ont ensuite rendu leurs armes à feu avant de monter à bord des ferries pour la péninsule malaise continentale, qui à ce moment-là était encore sous la juridiction japonaise.
À la fin de la journée, avec la force de police de l'île sous contrôle britannique, George Town est devenue la première ville de Malaisie à être reprise par les Britanniques.  Cependant, des émeutes de la faim ont éclaté à travers l'île de Penang, alors que des années d'occupation japonaise brutale ont fait des ravages sur les approvisionnements alimentaires épuisés.

## Conséquences
Au cours des semaines qui suivirent, le reste de la Malaisie a également été progressivement libéré. Dans le cadre de l' Opération Tiderace, la plus grande force navale britannique et française est arrivée au large de Singapour le 4 septembre, acceptant formellement la reddition officielle japonaise de l'île le 12 septembre. Le 9 septembre, une autre composante de l' Opération Zipper a effectué un assaut amphibie a été lancé à Morib, Selangor. Les troupes britanniques ont également atteint Kuala Lumpur le 12 septembre, où la garnison japonaise forte de 6.000 s'est rendue le jour suivant.
D'un autre côté, les Britanniques ont mis du temps à rétablir le contrôle de toute la Malaisie. Cela a permis à une insurrection communiste croissante de s'emparer d'un certain nombre de petites villes à travers la Malaisie. Ce n'est que beaucoup plus tard, en 1945, que la branche armée du Parti communiste malais, la Malayan Peoples' Anti-Japanese Army (MPAJA), accepta de rendre ses armes.
Pour rétablir l'ordre et réprimer les communistes, toute la Malaisie a été placée sous l'administration militaire britannique à partir du 12 septembre. Le régime militaire britannique ne prendrait fin que le 1er avril 1946, après quoi il a été remplacé par l'Union malaise. Simultanément, le 1er avril 1946, les établissements des détroits furent dissous et les colonies de la couronne britannique désormais séparées de Penang et Malacca devinrent une partie de l'Union malaise.